# Dom Mały Luwr w La Pacaudière
Dom Mały Luwr w La Pacaudière (fr. Relais des Postes Royales (maison dite Le Petit Louvre) à La Pacaudière) – wzniesiony około 1511 roku. Od 3 grudnia 1993 roku posiada status monument historique, w kategorii classé (zabytek o znaczeniu krajowym).

## Lokalizacja
Kamienica zlokalizowana jest przy 44 place du Petit Louvre w miejscowości La Pacaudière, w departamencie Loara, w regionie Owernia-Rodan-Alpy.

## Historia
Budynek został wzniesiony około 1511 roku. Został wzniesiony dla poczty królewskiej na trasie z Lyonu do Paryża. Widnieje na mapie z 1632 roku. Co cztery miejscowości konieczne były stacje, w których naczelnik poczty miał obowiązek zapewnić jeźdźcom zakwaterowanie, wyżywienie, a zwłaszcza świeże konie. Poczmistrzowi przysługiwały pewne przywileje, takie jak zwolnienie z pańszczyzny, a jego dzieci nie podlegały służbie wojskowej. Zajazdy, w których przebywali, mogły być różnej wielkości, małe i odizolowane lub duże w środku miasta, takie jak ta zainstalowana w Małym Luwrze. Znajdowała się tam kaplica. Na starym planie z XVII wieku widnieje kaplica, stajnie i  znaczna liczba pomieszczeń. Mały Luwr pokryty jest graffiti, którego daty pochodzą głównie z czasów panowania Franciszka I. Nigdy nie były badane, jedynym znanym autorem jest Jacques Arcadelt, muzyk, który podróżował do Francji w latach 1546–1547 i który swoją wizytę w Małym Luwrze zaznaczył swoim podpisem na klatce schodowej. 

## Opis
Mały Luwr dominuje nad placem i ma fasadę główną składającą się z trzech przęseł na dwóch poziomach plus poddasze. Pomiędzy pierwszymi dwoma przęsłami znajdują się główne drzwi wejściowe, łukowo otoczone dwoma pilastrami i ryglem z płaskorzeźbą przedstawiającą dwa putta w muszli z herbem królewskim. Trzy duże lukarny z wystającymi kratownicami zdobią bardzo spadzisty, monumentalny dach pokryty gontem. Francuska konstrukcja z bardzo długimi krokwiami jest szczególnie wysoka (trzynaście metrów) i w dolnej części ma kształt kadłuba statku. Podczas renowacji został wzmocniony, ma plan prostokąta o długości dwudziestu jeden metrów i pięćdziesięciu metrów.

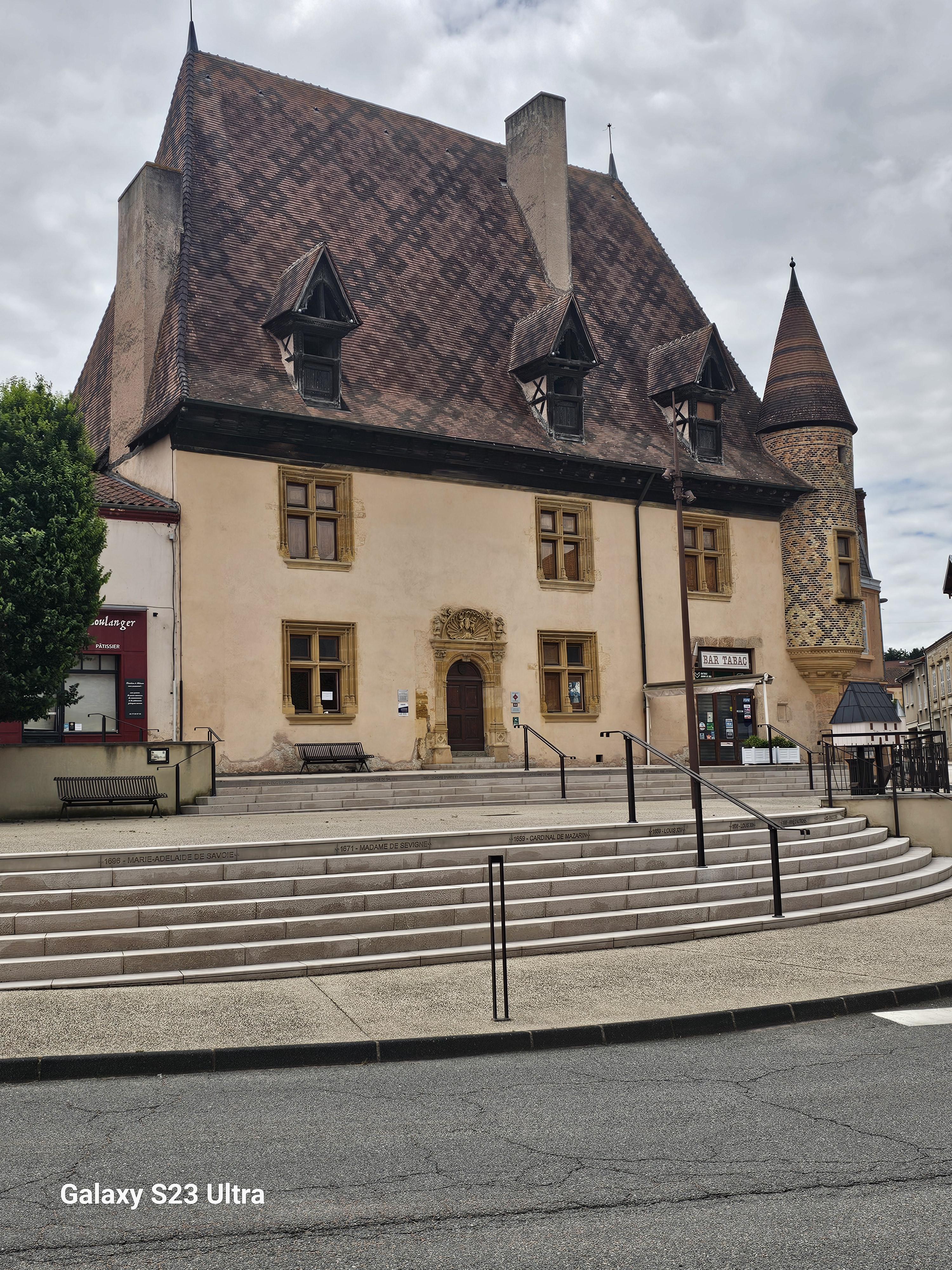
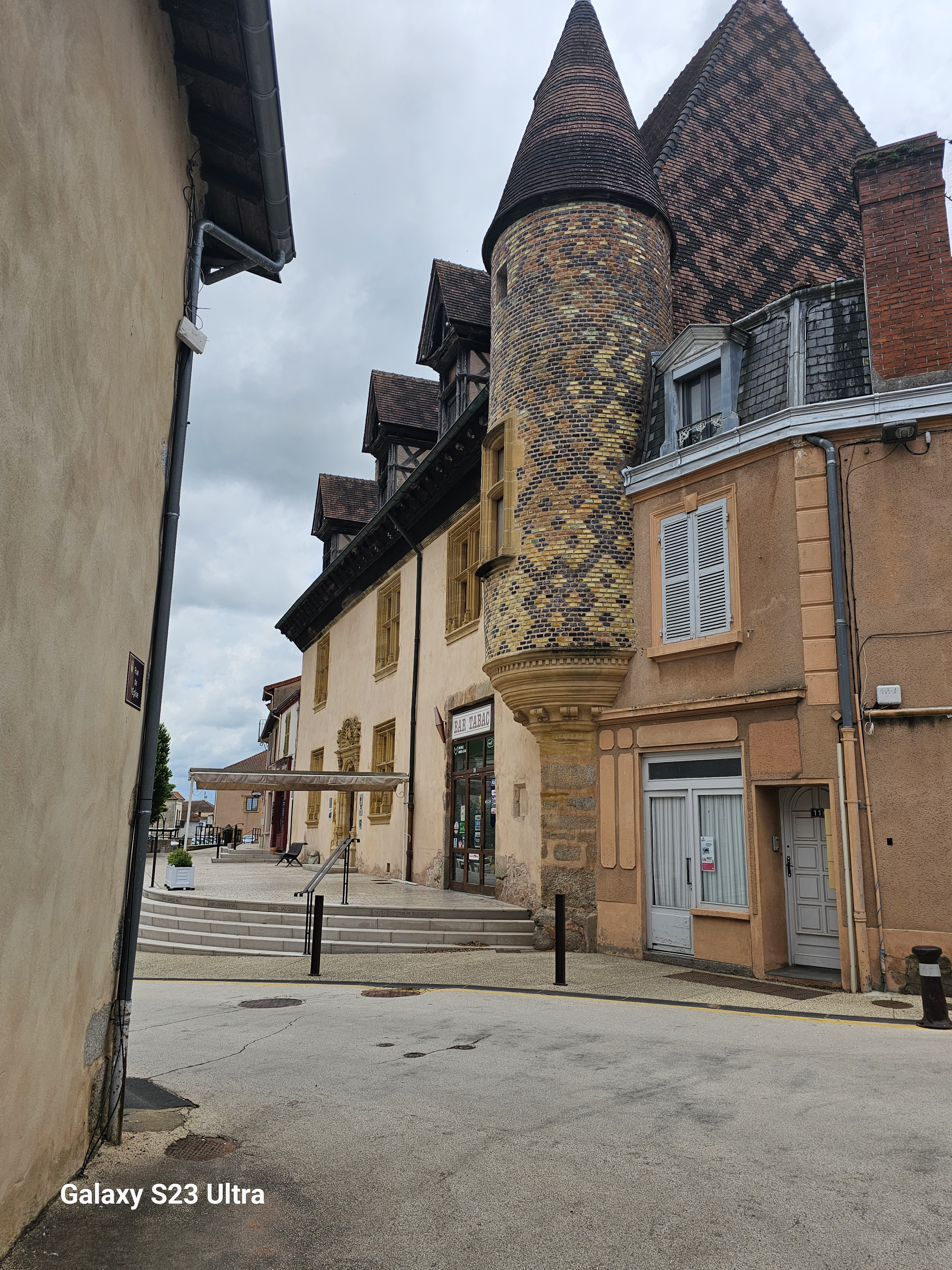
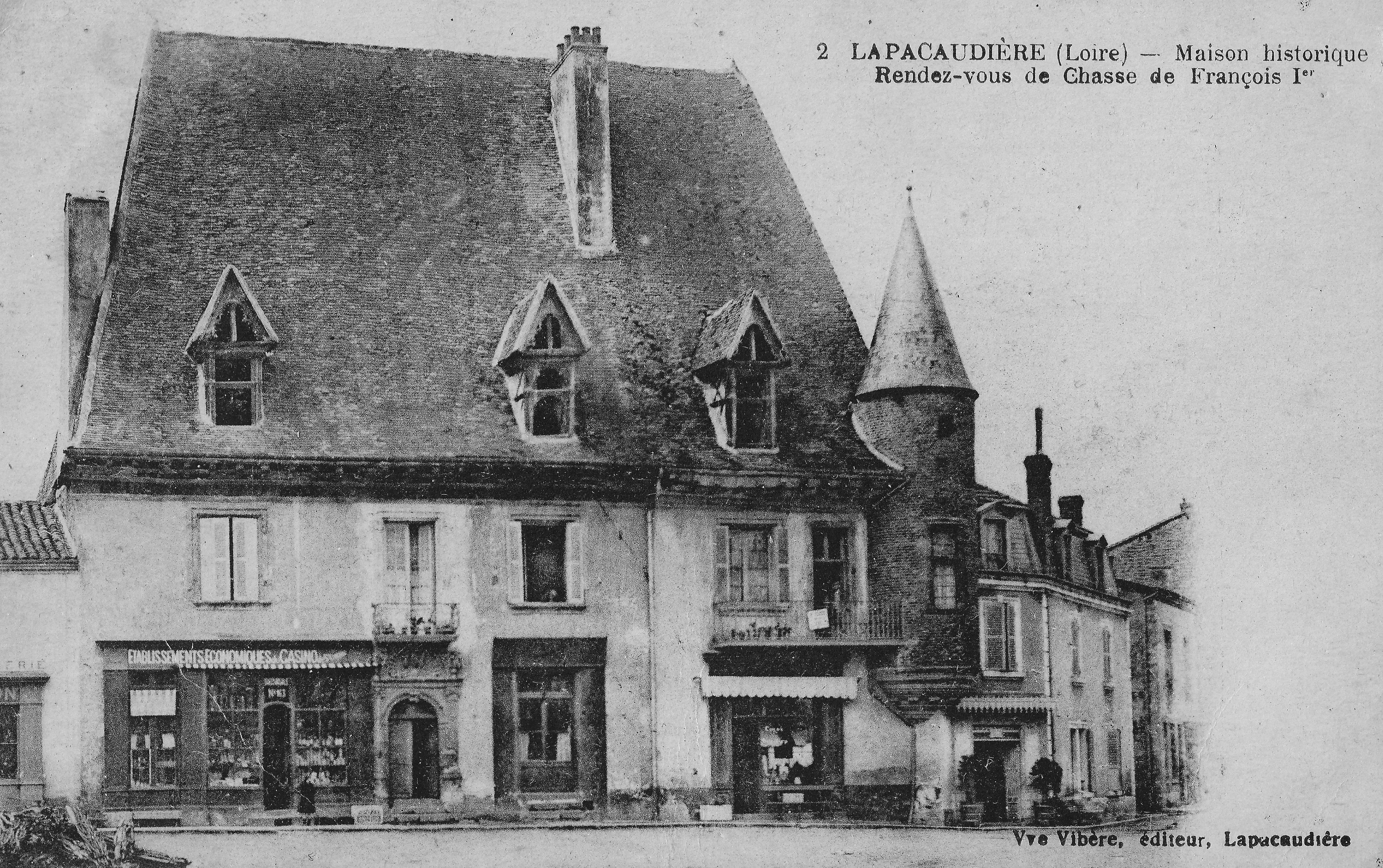
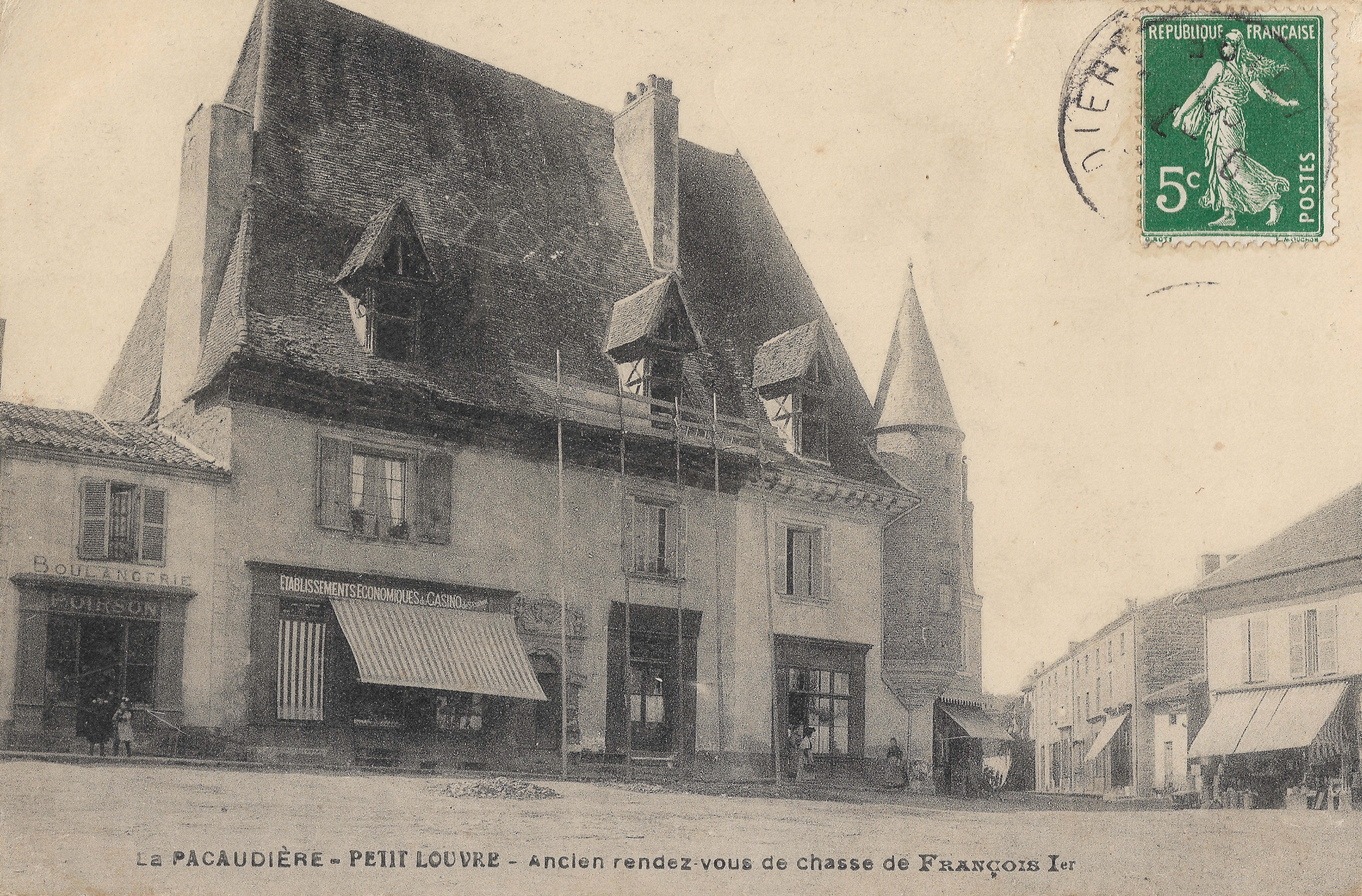